# 游艇摇滚
游艇摇滚（英語：Yacht rock），又被称为 西海岸之声（West Coast sound）或成人摇滚（直译：「成人导向摇滚」），是一种与软摇滚相关联的音乐风格 ，曾经在1970年代中期到1980年代中期的美国风靡一时。而“游艇摇滚”一词则是源自2005年以后互联网自媒体的描述和总结。

## 根源
海滩男孩组合被认为是游艇音乐的风格根源。

## 影响
游艇摇滚对日本同时代的城市流行音乐有风格上的影响，且具有相似性，例如日本音乐人山下达郎的专辑《BIG WAVE》。